# Poznańska Wytwórnia Produktów Spożywczych „Pegaz”
Poznańska Wytwórnia Produktów Spożywczych „Pegaz” – przedsiębiorstwo branży spożywczej z siedzibą w Poznaniu, obecnie spółka z ograniczoną odpowiedzialnością.

## Historia

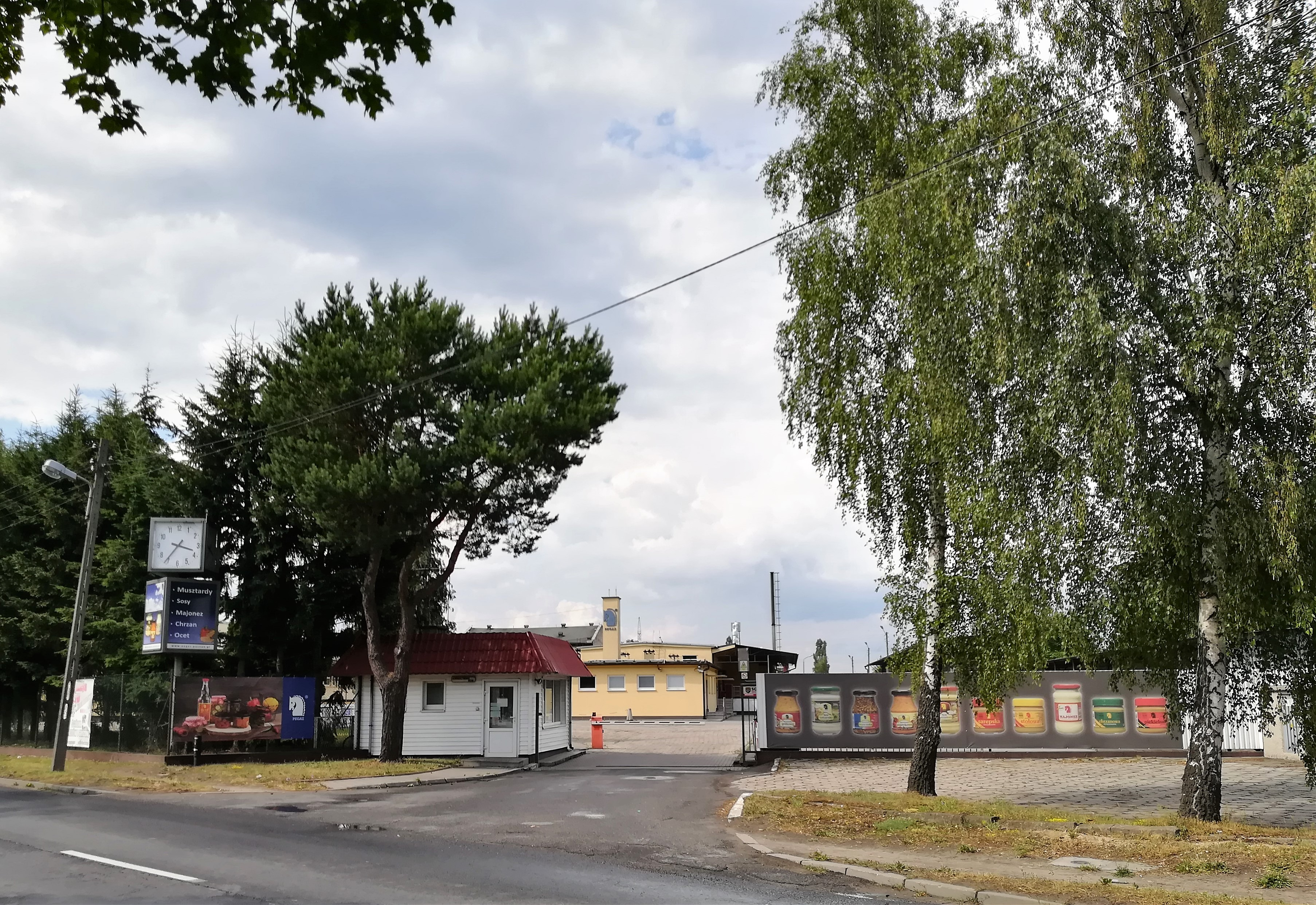
Siedziba przedsiębiorstwa przy ul. Wołczyńskiej w Poznaniu

Firma powstała w 1950 jako Poznańska Wytwórnia Octu i Musztardy. Została stworzona z połączenia trzech mniejszych przedsiębiorstw wytwarzających ocet i musztardę, z których najstarsze działało od 1913. Od 1 stycznia 1969 firmę połączono z Poznańskimi Zakładami Spożywczymi Przemysłu Terenowego i odtąd nosiła nazwę Poznańska Wytwórnia Produktów Spożywczych Przemysłu Terenowego „Pegaz”. W latach 90. XX wieku przeniesiono produkcję do nowego zakładu na Rudniczem (ul. Wołczyńska). Wybudowano wówczas nową octownię. W 1994 doszło do prywatyzacji przedsiębiorstwa. W 2004 zmodernizowano linie produkcyjne, a część nowych zakupiono. W 2009 przedsiębiorstwo zatrudniało 80 pracowników i dziennie produkowało 10.000 słoików musztardy. 
Symbolem przedsiębiorstwa jest stylizowana głowa pegaza (konia).
Obecnie Pegaz produkuje ocet, różne rodzaje musztardy oraz sosy kanapkowe dla klientów indywidualnych i dla gastronomii.

## Nagrody
W latach 2008, 2009, 2010, 2011, 2012 i 2013, przedsiębiorstwo zdobyło tytuł Solidna Firma. Otrzymało również Gazelę Biznesu (2006, 2009) i Geparda Biznesu (2006). 
Inne nagrody dla przedsiębiorstwa to:
- Złoty Znak Jakości dla musztardy stołowej w plebiscycie Głosu Wielkopolskiego „Nasze, Dobre, Wielkopolskie 2016”,
- certyfikaty Konsumenckiego Konkursu Jakości Produktów Najlepsze w Polsce (2005, 2012),
- Złoty Hipolit (2005),
- Dobre bo Polskie (1998)[1].